# Amand de Bordeaux
Pour les articles homonymes, voir Amand et Saint Amand.
Saint Amand de Bordeaux ou saint Amand est un évêque de Bordeaux. Originaire de cette ville, il est mort en 431 ou 432. L’Église catholique romaine le célèbre le 18 juin.

## Résumé

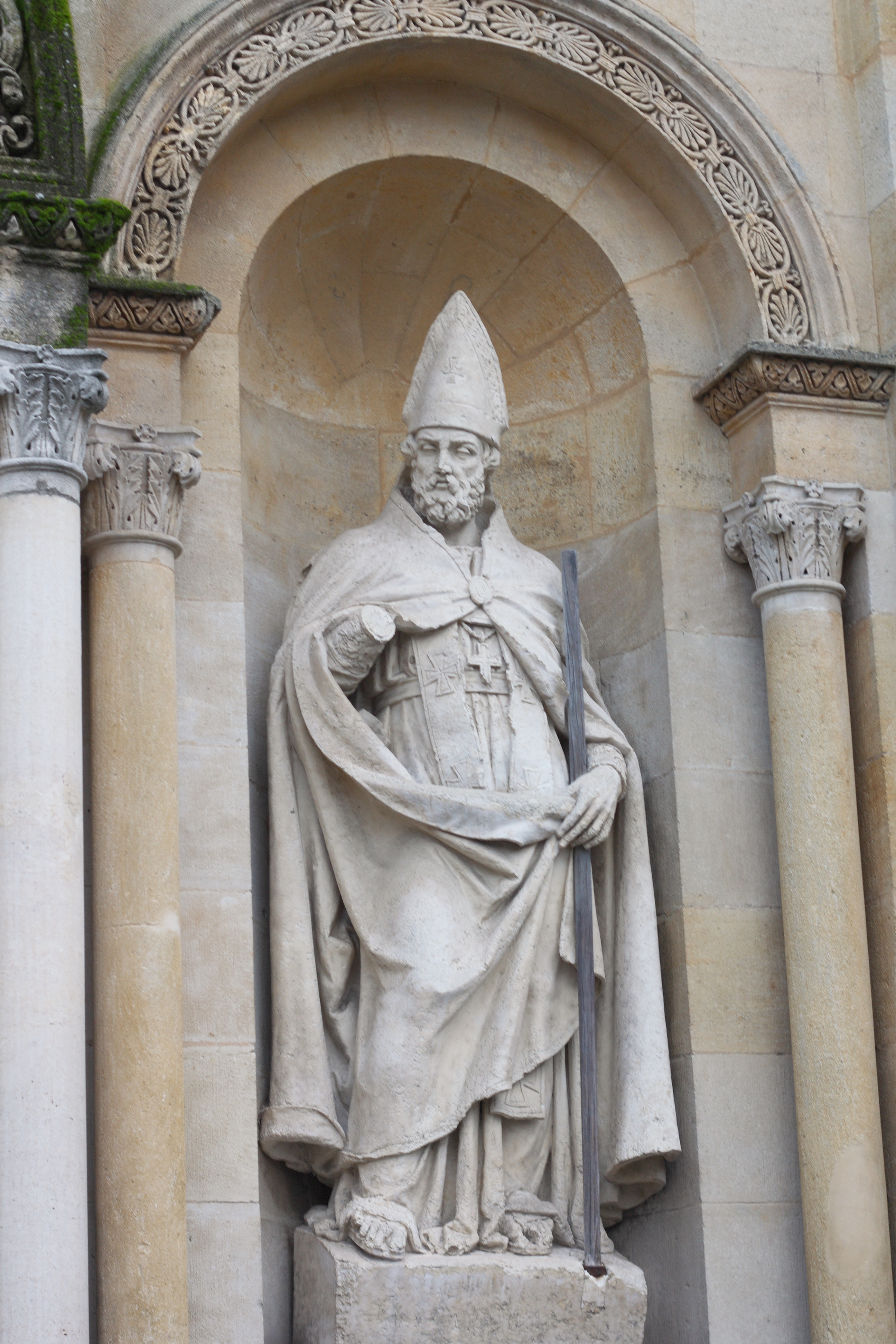
Statue de Saint Amand par Maggesi (1831 ; façade de la basilique Saint-Seurin de Bordeaux).

Successeur de saint Delphin — qui l'avait ordonné prêtre — au siège épiscopal de Bordeaux en 403, il se consacra à évangéliser son diocèse, il convertit et baptisa entre autres Paulin de Nole. Dans ses écrits, ce dernier évoque la figure de son maître.
À partir de 408, l'Aquitaine doit faire face aux invasions barbares. C'est au milieu de ces troubles, vers 410, qu'il appela Severinius (devenu saint Seurin) et lui offrit le siège archiépiscopal de Bordeaux. À la mort de ce dernier vers 420, il reprit le gouvernement du diocèse de Bordeaux jusqu'à sa mort.
Saint Amand eut à combattre l'hérésie gnostique (prétendant offrir à ses adeptes une connaissance supérieure à l'enseignement de l'Église) du moine espagnol Priscillien (IVe siècle).
L'Histoire littéraire de la France lui consacre un chapitre.